# ツーバック・システム

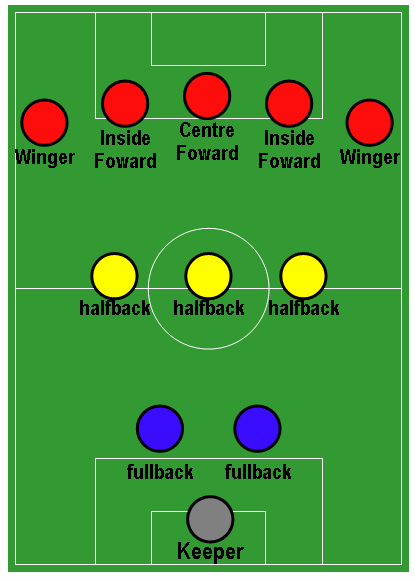
2-3-5

ツーバック・システムはサッカーのフォーメーションの1つである。
現代サッカーは、19世紀において始まった大英帝国のパブリックスクールでのフットボールを源流とする。1880年代に生まれたツーバック・システムは、現代的な基準から見てフォーメーションと見なすことが可能なものの、最初期の例であるとされている。
現代的な表記の例に倣うと、ツーバック・システムは(1-)2-3-5であり、1人のゴールキーパー、2人のフルバック、3人のハーフバック（センターハーフとも）、5人のフォワードからなっていた。攻守のバランスを重視した人数配分をピッチ全体に対して行うことが常識化している今日の戦術的な常識から判断すればツーバックは一見無謀な戦術のように思えるが、当時のオフサイド・ラインは守備側の後方から3人目の選手を基準としていたため、守備の際はフルバックの2人を前後にずらし、今日で言うところのストッパーとスイーパーの役割を分担して相手方に対峙するだけで十分であった。フルバックは敵のセンターフォワードのマークが主な仕事であったものの、チーム全体の守備戦術の基本はゾーンディフェンスであった。
5人のフォワードは時代が経つにつれて2人が下がり目となり、「W」のような形をとるようになっていった。中央をセンターフォワード、両サイドをレフト・ウイング、ライト・ウイング、もしくはアウトサイド・レフト、アウトサイド・ライトと呼び、下がり目となった2人はインサイド・レフト、インサイド・ライト、もしくはレフト・インナー、ライト・インナーと呼ばれた。この「W」型のフォワードの隊形はアーセナルFCを率いたハーバート・チャップマンが考案したWMフォーメーションに発展的に取り込まれ、ヨーロッパのサッカーの戦術の歴史において長く影響を残すこととなった。
ハーフバックは左からレフトハーフ、センターハーフ、ライトハーフと呼ばれ、左右のハーフバックはウイングハーフとも呼ばれた。ウイングハーフの主な役割は敵ウイングの守備であった。センターハーフはこのフォーメーションで一番重要なポジションであり、チーム内の最高の選手が務めることが多かった。攻撃においては、今日のサッカーにおける司令塔の役割、即ち、味方の5人のフォワードへパスを配球する役割を担い、守備においては敵のインナーをマークする役割を担った。センターハーフにチーム内で最高の選手をあてがう慣行は長い間サッカーにおける常識となり、サッカー後進国であった日本ではWMフォーメーションの末期である1950年代の末においてもツーバック・システムを用いて最高の選手をセンターハーフに据える傾向があったという。
ちなみに、ツーバック・システムの時代に背番号が生まれ、最後方のゴールキーパーから順に番号が割り振られた。同一ラインに並んでいる選手については右側から順に番号が付けられた。ここからフォーメーションの変遷をたどっていくと、現在の背番号が表す大まかなポジションの意味が分かる。